# Luis Colina Álvarez
Luis Colina Álvarez était un arbitre espagnol de football et le sélectionneur de l'Espagne l'espace d'un match. 
Il fut le troisième président du Colegio Nacional de Árbitros de 1924 à 1926. Il fut aussi à la tête de l'équipe du Real Madrid CF lors de la saison 1919-1920.

## Carrière
Il a été le premier arbitre espagnol à être arbitre international, qui officia de 1924 à 1927. Il a officié dans une compétition majeure : 
- JO 1924 (1 match)